# John B. Goodenough
John Bannister Goodenough (Jena, 25 luglio 1922 – Austin, 25 giugno 2023) è stato un fisico e chimico statunitense.
Il 10 dicembre 2019 gli viene assegnato il premio Nobel per la chimica, insieme allo statunitense Michael Stanley Whittingham e al giapponese Akira Yoshino, "per lo sviluppo delle batterie agli ioni di litio". È stata la persona più anziana ad aver ricevuto un premio Nobel (all'età di 97 anni).

## Biografia
Goodenough è nato a Jena, in Germania (all'epoca parte della Repubblica di Weimar) da Erwin Ramsdell Goodenough (1893-1965) ed Helen Miriam Lewis. All'epoca della sua nascita, i genitori vivevano a Oxford dove il padre stava studiando per il dottorato di ricerca e trascorrevano lunghi periodi di tempo in Germania.
Goodenough ha servito nella seconda guerra mondiale con il grado di capitano come meteorologo stanziato nell'arcipelago delle Azzorre. Nel 1943 si è laureato con lode in matematica all'università Yale, dove era membro degli Skull and Bones.
Nel 1951 ha conseguito la laurea magistrale e nel 1952 il dottorato di ricerca in fisica all'università di Chicago sotto la supervisione di Clarence Zener, teorico della rottura dielettrica, lavorando e studiando con fisici quali Enrico Fermi e John A. Simpson.
Mentre si trovava a Chicago, ha conosciuto e sposato Irene Wiseman, all'epoca studentessa di storia.
John era il fratello più giovane dell'antropologo Ward Goodenough dell'università della Pennsylvania.

## MIT Lincoln Laboratory
Dopo gli studi, Goodenough è stato per 24 anni ricercatore e capogruppo di ricerca presso il MIT Lincoln Laboratory. Ha fatto parte di un gruppo interdisciplinare responsabile per lo sviluppo di memorie magnetiche ad accesso casuale. I risultati della ricerca sulla RAM lo hanno portato a sviluppare il concetto di ordinamento cooperativo per rimuovere la degenerazione degli orbitali d, noto anche come effetto Jahn-Teller cooperativo.
Successivamente ha individuato che l'ordinamento orbitale a corto raggio produce disomogeneità chimiche che consentono il controllo del ciclo di isteresi magnetica per i nuclei di memoria di ferrospinelli. Ha applicato il concetto di ordinamento cooperativo per spiegare l'ordine anisotropo magnetico nel sistema La1-xCaxMnO3 e ha formulato le regole per il segno delle interazioni spin-spin, oggi note come regole di Goodenough-Kanamori.
Nel 1960 ha scoperto che la transizione del comportamento degli elettroni d da localizzato a itinerante non solo risolveva l'origine della conduttività metallica osservata in alcune perovskiti ma ha anche portato a riconoscere che questa transizione è del primo ordine ed è evidente nelle onde di densità di carica.

## Università di Oxford
Dal 1976 al 1986 Goodenough ha proseguito la sua carriera come capo dell'Inorganic Chemistry Laboratory dell'università di Oxford. Tra i suoi lavori a Oxford, Goodenough ha compiuto ricerche essenziali allo sviluppo delle batterie ricaricabili commerciali agli ioni di litio.
Goodenough è stato capace di sviluppare il lavoro precedente di Michael Stanley Whittingham sui materiali per batterie e nel 1979 ha scoperto che utilizzando un ossido di litio cobalto (Li1-xCoO2), un materiale leggero e ad alta densità di energia, come catodo, poteva duplicare la capacità delle batterie agli ioni di litio. Il lavoro di Goodenough è stato commercializzato attraverso la Sony  da parte di Akira Yoshino, che contribuì con miglioramenti aggiuntivi alla costruzione delle batterie, dando inizio alla diffusione dei dispositivi elettronici portatili.
Goodenough ha ricevuto nel 2001 il premio Giappone per le sue scoperte dei materiali decisivi per lo sviluppo di batterie ricaricabili al litio leggere e ad alta densità di energia. Nel 2019 ha ricevuto, assieme a Whittingham e Yoshino, il premio Nobel per la chimica per le loro ricerche sulle batterie agli ioni di litio.

## Università del Texas
Dal 1986 è stato professore all'università del Texas ad Austin all'interno dei dipartimenti di ingegneria meccanica ed elettrica, dove attualmente occupa la cattedra in ingegneria intitolata a Virginia H. Cockrell. Ha proseguito la ricerca sui solidi ionici conduttivi e sui dispositivi elettrochimici, con l'obiettivo di promuovere lo sviluppo dei veicoli elettrici e di aiutare a ridurre la dipendenza dai combustibili fossili.
Il suo gruppo di ricerca ha identificato materiali al litio che non si basano sul cobalto, come gli ossidi di litio-manganese (utilizzati attualmente nella maggior parte delle batterie dei veicoli elettrici) e i fosfati di litio-ferro (utilizzati per dispositivi di ridotte dimensioni come gli utensili elettrici). Inoltre, ha identificato diversi promettenti elettrodi e materiali elettrolitici per pile a combustibile a ossido solido.

## Ricerca di base
Per quanto riguarda la ricerca di base, Goodenough si è focalizzato sul magnetismo e sulla trasformazione del comportamento degli ossidi dei metalli di transizione da isolanti magnetici a metalli. Negli anni cinquanta e sessanta, Goodenough ha sviluppato un insieme di regole semi-empiriche (chiamate regole di Goodenough-Kanamori) per prevedere il magnetismo di questi materiali. Queste regole stanno alla base del superscambio, una proprietà centrale per la superconduttività ad alta temperatura.

## Riconoscimenti
Goodenough è stato membro della National Academy of Engineering, dell'Accademia nazionale delle scienze statunitense, dell'Accademia francese delle scienze, della Reale accademia delle scienze esatte, fisiche e naturali spagnola e dell'Accademia nazionale delle scienze indiana.
Nel 2009 è stato co-vincitore del premio Enrico Fermi per il suo lavoro sulle batterie agli ioni di litio, assieme a Sirgried S. Hecker dell'università di Stanford che ha ricevuto il premio per il suo lavoro sulla metallurgia del plutonio.
Nel 2010 è stato eletto membro straniero della Royal Society. Il primo febbraio 2013 Goodenough è stato insignito della National Medal of Science da parte del presidente degli Stati Uniti Barack Obama. Ha ricevuto il premio Draper per l'ingegneria. Nel 2017 ha ricevuto il premio Welch per la Chimica e nel 2019 la medaglia Copley da parte della Royal Society.
In suo onore la Royal Society of Chemistry ha istituito il premio John B. Goodenough.
Nel 2017 Goodenough ha ricevuto il premio onorario C. K. Prahalad da parte del Corporate EcoForum (CEF). Il fondatore del CEF Rangaswami ha commentato: "John Goodenough è prova dell'immaginazione messa al lavoro per il bene maggiore. Siamo entusiasti di premiare la sua vita di successi e speranzosi che la sua ultima scoperta avrà maggiori implicazioni per il futuro delle batteria sostenibili.
Nel 2019 gli viene assegnato il premio Nobel per la chimica, insieme allo statunitense Michael Stanley Whittingham e al giapponese Akira Yoshino, "per lo sviluppo delle batterie agli ioni di litio".

## Lavori
È stato autore di più di 550 articoli scientifici, 85 capitoli di libri e rassegne, e cinque libri. Tra i suoi libri, figurano due importanti lavori: Magnetism and the Chemical Bond (1963) e Les oxydes des metaux de transition (1973).